# Carl Borro Schwerla
Carl Borro Schwerla (* 2. April 1903 in München, Königreich Bayern; † 13. Januar 1986 in München, Bundesrepublik Deutschland) war ein deutscher Autor und Regisseur.

## Leben und Wirken
Schwerla absolvierte eine Ausbildung zum Kaufmann. Nach dem Ersten Weltkrieg arbeitete er u. a. für die Zeitung Münchner Neueste Nachrichten. 1929 begleitete er bayerische Auswanderer nach Kanada und bereiste dort mit einem Faltboot die Rocky Mountains und den Colorado River. 1936 schrieb er für die Olympia Zeitung und verfasste erste Bühnenstücke. Ab 1950 war er als Regisseur tätig. Er schrieb zudem eine größere Anzahl von Hörspielen, die in den ersten Nachkriegsjahren vorwiegend von Radio München (1945–1949), dem Vorläufer des Bayerischen Rundfunks produziert und ausgestrahlt wurden.
1975 erhielt er die goldene Medaille des Bayerischen Rundfunks für fünfzigjährige Mitarbeit, 1977 das Bundesverdienstkreuz, 1981 den Tukan-Literaturpreis der Stadt München und 1983 den Ernst-Hoferichter-Preis der Stadt München.

## Theaterstücke
- Das Engerl Marianne. Volksstück.
- Gaunerpech oder Entwicklungshilfe. Lustspiel.
- Graf Schorschi. Münchner Stück.
- Die Mieterhöhung. Volksstück.

## Filmographie (Auswahl)
- 1950: Auf stillen und auf wilden Wassern
- 1950: Melodie des Wassers
- 1952: Moderne Zeltnomaden
- 1952: Ein Sommer mit Auto und Zelt
- 1952: Romanze auf dem Wasser
- 1953: Kleine Schule des Campinglebens
- 1954/1955: Das Paradies der Zelte
- 1956: Ihr hab uns vergessen
- 1966: Die Mieterhöhung (in der Reihe Der Komödienstadel)

## Hörspiele
Autor:
- 1947: Sohlen und Absätze – Regie: Kurt Wilhelm (Hörspiel – Radio München)
- 1947: Graf Schorschi – Regie: Kurt Wilhelm (Mundarthörspiel – Radio München)
- 1948: Sohlen und Absätze – Regie: Paul Land (Mundarthörspiel – Radio Stuttgart)
- 1948: Das Stiftungsfest – Regie: Kurt Wilhelm (Hörspiel – Radio München)
- 1948: Der Herr aus Cincinnati – Regie: Kurt Wilhelm (Hörspiel – Radio München)
- 1949: Mit Co-Autor Julius Pohl: Frau Kathl – Regie: Olf Fischer (Mundarthörspiel – BR)
- 1949: Mr. D. verläßt die Erde  – Regie: Franz-Otto Krüger (Science-Fiction-Hörspiel – Radio Stuttgart)
- 1950: Der bayerische Löwe. Ein Lustspiel für den Funk – Regie: Kurt Wilhelm (Original-Hörspiel, Mundarthörspiel – BR)
- 1950: Was sagen die Götter dazu? – Regie: Fritz Benscher (Originalhörspiel – BR)
- 1951: Achtung Kurve! – Regie: Paul Land (Hörspiel – SDR)
- 1961: Das Haus am See. Ein heiteres Hörspiel – Regie: Walter Netzsch (Originalhörspiel – BR)
- 1965: Der Komödienstadel: Graf Schorschi – Regie: Olf Fischer (Hörspielbearbeitung – BR)
- 1986: Herzverpflanzung – Eine Erzählung – Regie: Michael Peter (Hörspiel – BR)